# Jernej Damjan
Jernej Damjan, bivši slovenski smučarski skakalec, * 28. maj 1983, Ljubljana. 
Jernej je član kluba SSK Sam Ihan in slovenske skakalne reprezentance. Na tekmah svetovnega pokala je dosegel dve zmagi in skupaj osem uvrstitev na oder za zmagovalce. Poleg tega je še nosilec treh bronastih medalj iz Svetovnih prvenstev, vse tri iz ekipnih tekem. Prvo zmago je dosegel na Japonskem, ko je v Saporu 26.1.2014 ugnal vso konkurenco. Druga zmaga pa je iz začetka sezone 2017/18, ko je v Kuusamu na Finskem 26.11.2017 premagal vse tekmece.

## Tekmovalna kariera

### Začetki
Na mednarodnih tekmah za kontinentalni pokal je doživel krstni nastop 12. januarja 2002 v avstrijskem Bischofshofnu in zasedel 33. mesto. Naslednjega dne je na istem prizorišču prvič prišel do točk tega tekmovanja, ko je bil devetindvajseti. Nato je do konca sezone redno nabiral točke dokler ni na zadnji zimski tekmi prvič zmagal. To je bilo 14. marca 2002 v japonskem Zaoju.

### Svetovni pokal 2003-12
V svetovnem pokalu je debitiral v sezoni 2002/03 v Planici. Prve točke v svetovnem pokalu je dobil sezono kasneje, 2003/04 v Libercu. Po zaslugi zelo uspešnih dosežkov v kontinentalnem pokalu je bil uvrščen v prvo ekipo reprezentance Slovenije.
V sezoni 2004/05 je bil najboljši Slovenec v skupnem seštevku svetovnega pokala (15. mesto, 467 točk). Na svetovnem prvenstvu v Oberstdorfu je bil na mali skakalnici šesti, potem, ko je po prvi seriji zasedal 3. mesto. Ogromno pa je pripomogel tudi k osvojitvi bronaste kolajne na ekipni preizkušnji (skupaj z Rokom Benkovičem, Primožem Peterko in Juretom Bogatajem).
Svoje prve stopničke v svetovnem pokalu je dosegel v sezoni 2006/07, ko je bil na tekmi v Willingenu tretji, uvrstitev pa je ponovil tudi na tekmi na letalnici v Planici.
Tudi v sezoni 2007/08 je osvojil kopico dobrih uvrstitev (štirikrat je osvojil 5. mesto), za vrhunec pa je osvojil 2. mesto na tekmi v Willingenu, kjer je po prvi seriji celo vodil. Sezono je končal na petnajstem mestu, kot najboljši Slovenec.
Na Svetovnem prvenstvu v smučarskih poletih 2012 na letalnici Vikersundbakken je s slovensko reprezentanco osvojil bronasto kolajno na ekipni tekmi.

### Povratek v svetovni pokal, 2013-15
Svojo prvo zmago v svetovnem pokalu smučarskih skokov je dosegel v sezoni 2013-14 v Saporu, ko je slavil pred Petrom Prevcem in Robertom Kranjcem, torej na trojni slovenski zmagi.
Po dveh zelo dobrih sezonah je prišel rezultatski padec in v sezoni 2015-16 je nastopil vsega na dveh tekmah prireditve v Nižnji Tagilu kjer pa se ni niti uvrstil na tekmo.

### 2016-20
Po enoletni odsotnosti ga je glavni reprezentančni trener Goran Janus uvrstil v ekipo, ki bo nastopila na Novoletni turneji. Pred odhodom na turnejo je 22. decembra na tekmi v Planici postal državni prvak in nakazal, da je zopet v dobri formi. Maja 2020 je preko Instagrama napovedal svojo upokojitev.

## Osebno
Jernej je od leta 2012 poročen s štiri leta mlajšo pevko, radijsko in nekdanjo TV voditeljico (Planet TV), sicer Ribničanko Tayo. V Ljubljani se jima je 8. julija 2014 rodila hči Niki.

## Dosežki v svetovnem pokalu

### Uvrstitve po sezonah
| Sezona  | Mesto | Točke | Poleti | 4H  |
| ------- | ----- | ----- | ------ | --- |
| 2003-04 | 55.   | 022   | N/A    | -   |
| 2004-05 | 15.   | 451   | N/A    | 23. |
| 2005-06 | 25.   | 172   | N/A    | 71. |
| 2006-07 | 23.   | 225   | N/A    | 26. |
| 2007-08 | 15.   | 522   | N/A    | 18. |
| 2008-09 | 37.   | 099   | 30.    | 38. |
| 2009-10 | 31.   | 134   | 33.    | 18. |
| 2010-11 | 41.   | 084   | 38.    | -   |
| 2011-12 | 33.   | 149   | -      | 26. |
| 2013-14 | 13.   | 447   | 21.    | 37. |
| 2014-15 | 14.   | 535   | 15.    | 22. |

### Stopničke svetovnega pokala

#### Posamične tekme
| Sezona  | Datum             | Prizorišče | Velikost | Mesto |
| ------- | ----------------- | ---------- | -------- | ----- |
| 2006/07 | 10. februar 2007  | Willingen  | HS145    | 3.    |
| 2006/07 | 23. marec 2007    | Planica    | HS215    | 3.    |
| 2007/08 | 17. februar 2008  | Willingen  | HS145    | 2.    |
| 2013/14 | 25. januar 2014   | Saporo     | HS134    | 2.    |
| 2013/14 | 26. januar 2014   | Saporo     | HS134    | 1.    |
| 2013/14 | 1. februar 2014   | Willingen  | HS145    | 3.    |
| 2014/15 | 20.december 2014  | Engelberg  | HS137    | 3.    |
| 2017/18 | 26. november 2017 | Ruka       | HS134    | 1.    |

#### Ekipne tekme
| Sezona  | Datum             | Prizorišče | Velikost | Mesto |
| ------- | ----------------- | ---------- | -------- | ----- |
| 2004/05 | 12. februar 2005  | Pragelato  | HS140    | 2.    |
| 2010/11 | 19. marec 2011    | Planica    | HS215    | 3.    |
| 2011/12 | 10. december 2011 | Harrachov  | HS142    | 3.    |
| 2013/14 | 18. januar 2014   | Zakopane   | HS140    | 1.    |
| 2014/15 | 17. januar 2015   | Zakopane   | HS140    | 3.    |
| 2014/15 | 31. januar 2015   | Willingen  | HS145    | 1.    |